# Tetragnatha maka
Tetragnatha maka este o specie de păianjeni din genul Tetragnatha, familia Tetragnathidae, descrisă de Gillespie, 1994. Conform Catalogue of Life specia Tetragnatha maka nu are subspecii cunoscute.